# Kenneth Burns Conn
Kenneth Burns Conn, kanadski letalski častnik, vojaški pilot in letalski as, * 11. julij 1896, Ashton, Ontario, † 30. januar 1984, Toronto.
Poročnik Conn je v svoji vojaški službi dosegel 20 zračnih zmag.

## Življenjepis
Med prvo svetovno vojno je bil sprva pripadnik Kraljevega letalskega korpusa, nato pa Kraljevega vojnega letalstva.

## Odlikovanja
- Distinguished Flying Cross (DFC)